# Rusłan Łysenko
Rusłan Jurijowycz Łysenko (ukr. Руслан Юрійович Лисенко; ur. 18 maja 1976 w Wełykich Budkach) – ukraiński biathlonista, trzykrotny uczestnik igrzysk olimpijskich; 12 razy reprezentował Ukrainę na mistrzostwach świata w biathlonie.

## Kariera
W kadrze zadebiutował w 1994 roku w Heineken Cup w Badgastein. W zawodach Pucharu Świata zadebiutował 8 grudnia 1994 roku w Bad Gastein, zajmując 44. miejsce w biegu indywidualnym. Pierwsze pucharowe punkty wywalczył 4 lutego 1996 roku w Ruhpolding, zajmując 21. miejsce w tej samej konkurencji. Jedyny raz na podium zawodów tego cyklu stanął 2 grudnia 1999 roku w Hochfilzen, kończąc bieg indywidualny na drugiej pozycji. W zawodach tych rozdzielił Ole Einara Bjørndalena z Norwegii i Niemca Franka Lucka. W klasyfikacji generalnej sezonu 1999/2000 zajął 35. miejsce.
Wziął udział w igrzyskach olimpijskich w Nagano w 1998 roku, gdzie zajął 30. miejsce w sprincie i 12. w sztafecie. Na rozgrywanych cztery lata później igrzyskach w Salt Lake City zajął 24. miejsce w biegu indywidualnym, 53. w sprincie i 7. w sztafecie. Brał też udział w igrzyskach olimpijskich w Turynie w 2006 roku, plasując się na 18. pozycji w biegu indywidualnym i 7. w sztafecie. Był też między innymi szósty w biegu indywidualnym na mistrzostwach świata w Pokljuce w 2001 roku.

## Osiągnięcia

### Igrzyska olimpijskie
| Rok  | Miejscowość    | Konkurencje | Konkurencje | Konkurencje | Konkurencje | Konkurencje | Konkurencje | Konkurencje |
| Rok  | Miejscowość    | IN          | SP          | PU          | MS          | RL          | MR          | SR          |
| ---- | -------------- | ----------- | ----------- | ----------- | ----------- | ----------- | ----------- | ----------- |
| 1998 | Nagano         | –           | 30.         | –           | nd.         | 18.         | nd.         | nd.         |
| 2002 | Salt Lake City | 24.         | 53.         | DNS         | –           | 7.          | nd.         | nd.         |
| 2006 | Turyn          | 18.         | 44.         | 41.         | –           | 7.          | nd.         | nd.         |

### Mistrzostwa świata
| Rok  | Miejscowość         | Konkurencje | Konkurencje | Konkurencje | Konkurencje | Konkurencje | Konkurencje | Konkurencje |
| Rok  | Miejscowość         | IN          | SP          | PU          | MS          | RL          | MR          | SR          |
| ---- | ------------------- | ----------- | ----------- | ----------- | ----------- | ----------- | ----------- | ----------- |
| 1995 | Anterselva          | 19.         | 51.         | nd.         | nd.         | 11.         | nd.         | –           |
| 1996 | Ruhpolding          | 21.         | 30.         | nd.         | nd.         | 13.         | nd.         | –           |
| 1997 | Osrblie             | 35.         | 65.         | –           | nd.         | 13.         | nd.         | –           |
| 1998 | Pokljuka/Hochfilzen | nd.         | nd.         | –           | nd.         | nd.         | nd.         | –           |
| 1999 | Kontiolahti/Oslo    | 14.         | 59.         | –           | –           | 14.         | nd.         | –           |
| 2000 | Oslo/Lahti          | 65.         | 37.         | 38.         | –           | 11.         | nd.         | –           |
| 2001 | Pokljuka            | 6.          | 54.         | 37.         | 27.         | 13.         | nd.         | –           |
| 2003 | Chanty-Mansyjsk     | –           | 68.         | –           | –           | 10.         | nd.         | –           |
| 2004 | Oberhof             | 25.         | 51.         | 39.         | –           | 7.          | nd.         | –           |
| 2005 | Hochfilzen          | 57.         | –           | –           | –           | –           | nd.         | –           |
| 2006 | Pokljuka            | nd.         | nd.         | nd.         | nd.         | nd.         | 9.          | –           |

### Puchar Świata

#### Miejsca w klasyfikacji generalnej
| Sezon     | Miejsce |
| --------- | ------- |
| 1994/1995 | -       |
| 1995/1996 | 70.     |
| 1996/1997 | 50.     |
| 1997/1998 | -       |
| 1998/1999 | -       |
| 1999/2000 | 35.     |
| 2000/2001 | 51.     |
| 2001/2002 | 72.     |
| 2002/2003 | 55.     |
| 2003/2004 | 76.     |
| 2004/2005 | 66.     |
| 2005/2006 | 43.     |
| 2006/2007 | -       |

#### Miejsca na podium chronologicznie
| Lp. | Dzień     | Rok  | Miejscowość | Konkurencja                | Lokata | Pudła   | Czas biegu | Strata | Zwycięzca            |
| --- | --------- | ---- | ----------- | -------------------------- | ------ | ------- | ---------- | ------ | -------------------- |
| 1.  | 2 grudnia | 1999 | Hochfilzen  | Bieg indywidualny na 20 km | 2.     | 0+0+0+0 | 50:35,9    | +53,5  | Ole Einar Bjørndalen |